# Avšalom (Sinaj)
Avšalom (hebrejsky: אבשלום, podle Avšaloma Feinberga – člena židovské špionážní sítě Nili za první světové války, anglicky: Avshalom) byla izraelská osada v bloku osad Chevel Jamit nacházejících se na Sinajském poloostrově jihovýchodně od města Jamit. Vesnice byla založena roku 1973, tehdy pod názvem Merkaz Sadot (מרכז שדות). Později byla zvána Jad On (יד און) podle jmen židovských bojovníků proti britskému mandátu, kteří byli vezněni v nedalekém Rafáhu. V roce 1975 bylo rozhodnuto, že osada bude sloužit jako zemědělské centrum okolních izraelských vesnic. V roce 1977 se ve zprávě připravené pro americký senát uvádí, že obec je právě ve výstavbě. V roce 1979 byla vesnice proměněna na civilní a získala své definitivní jméno Avšalom. Už o 3 roky později byla ovšem v důsledku podpisu Egyptsko-izraelské mírové smlouvy vystěhována. V roce 1990 pak nedaleko odtud, ve vlastním Izraeli vznikla stejnojmenná vesnice Avšalom.